# Licey-sur-Vingeanne
Licey-sur-Vingeanne is een gemeente in het Franse departement Côte-d'Or (regio Bourgogne-Franche-Comté) en telt 110 inwoners (2009). De plaats maakt deel uit van het arrondissement Dijon.

## Geografie
De oppervlakte van Licey-sur-Vingeanne bedraagt 3,4 km², de bevolkingsdichtheid is dus 32,4 inwoners per km².
De onderstaande kaart toont de ligging van Licey-sur-Vingeanne met de belangrijkste infrastructuur en aangrenzende gemeenten.

## Demografie
Onderstaande figuur toont het verloop van het inwonertal (bron: INSEE-tellingen).